# ديفيد بي. شامبين
ديفيد بي. شامبين (بالإنجليزية: David B. Champagne)‏ هو عسكري أمريكي، ولد في 13 نوفمبر 1932 في ماريلند في الولايات المتحدة، وتوفي في 28 مايو 1952 في كوريا في ممالك كوريا الثلاث.